# Dovre
Dovre és un municipi situat al comtat d'Innlandet, Noruega. Té 2.701 habitants (2016) i la seva superfície és de 1.364 km². El centre administratiu del municipi és el poble homònim.
El municipi limita al nord amb el municipi d'Oppdal, a l'est amb Folldal, al sud amb Sel i Vågå, i al nord-oest amb Lesja. El punt més alt és el mont Snøhetta, amb una alçada de 2.286 metres.

## Informació general

### Nom
El municipi (originalment la parròquia) rep el seu nom de l'antiga granja de Dovre (Nòrdic antic: Dofrar), ja que la primera església es va construir aquí. El nom és el plural d'una paraula (desconeguda) * dofr - però això pot relacionar-se amb el lituà daubà 'gola'. A la part de turons sobre la granja de Dovre hi ha dos rius menors que recorren dues profundes gorges.
Altres llocs a Noruega, que tenen noms que comencen amb Dovre-, també estan en els voltants de les fissures i trencades, i al sud de Suècia, Dovre o Dovrasjödalen és el nom d'una àmplia trencada prop de Hallsberg

### Escut d'armes

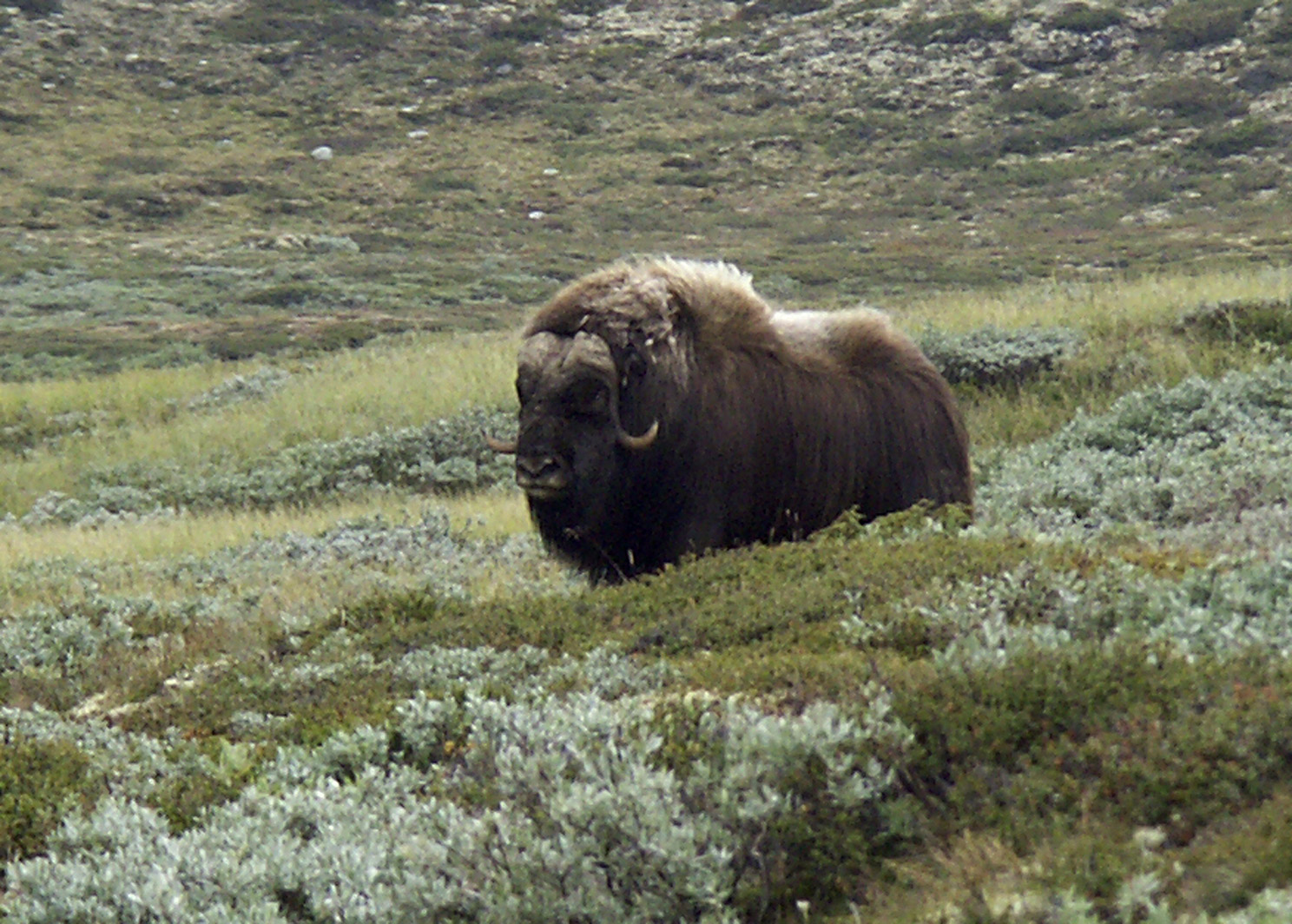
Bou mesquer pasturant al Parc Nacional de Dovre.

L'escut d'armes és modern. Se'ls hi va concedir l'11 de juliol de 1986. L'escut mostra un bou mesquer negre amb una banya de color groc sobre un fons gris. El bou mesquer és un animal típic de les regions del nord del Canadà, d'Alaska i de Groenlàndia. No és originari de Noruega, però el 1932 se'n van deixar anar 10.000 prop de Dovre. El nombre ha anar augmentant i el 2013 la població era d'uns 300, i amb els anys ha esdevingut un símbol per aquest municipi.

## Història
Els humans han habitat Dovre durant al voltant de sis mil anys. En l'Edat de Pedra, eren principalment caçadors i pescadors. Aproximadament fa dos mil anys es van desenvolupar les primeres granges en aquest indret.
Dovre és esmentat en el Heimskringla (La crònica dels reis de Noruega) per Snorri Sturluson. El 1021, el rei Olaf II el Sant va agafar els millors homes de Lesja i Dovre, i els va forçar a convertir-se al cristianisme o morir.

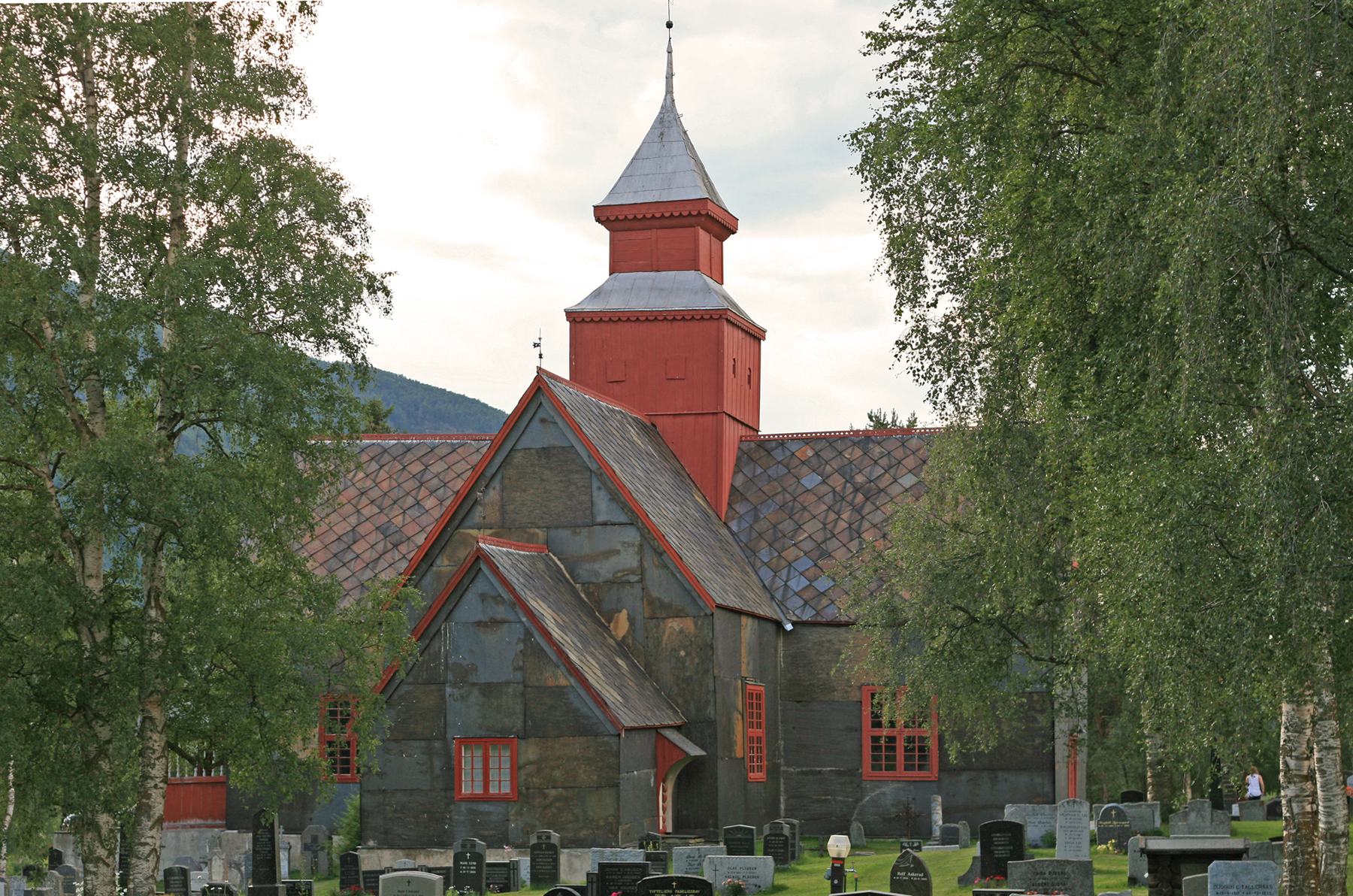
Església de Dovre

La Ruta del pelegrí (antiga carretera del rei) entre Oslo i Trondheim al segle XVI passava a través de la vall de Gudbrandsdal. Després de deixar la vall del Lågen (riu avall del que avui és Dombås) passa sobre les muntanyes Dovrefjell fins a l'actual municipi. La intensa corrent de pelegrins que anualment visitaven el santuari de sant Olaf a Trondheim abans de la Reforma va donar com a resultat la construcció de refugis de muntanya on els pelegrins podien menjar i dormir.
La batalla de Kringen va tenir lloc l'agost de 1612, prop de Dovre, on la força escocesa va romandre el 24 d'agost de 1612. L'església de Dovre es va construir el 1736.
El municipi de Dovre es va crear quan es va separar del municipi de Lesja el 1861. La regió "sota Folldal" va ser transferida des de Dovre (i el comtat d'Oppland) a Alvdal (i al comtat de Hedmark) el 1884.

## Parcs nacionals
Dovre inclou tres grans parcs nacionals:
- Parc Nacional de Rondane: es troba parcialment a Dovre i va ser el primer parc nacional de Noruega, establert el 21 de desembre de 1962. El 2003, el Parc Nacional de Rondane va ser ampliat a més àrees naturals.
- Parc Nacional de Dovre: es troba principalment a Dovre, encara que part d'aquest part es troba a Folldal, a Hedmark. Va ser establert el 2003. Aquest parc nacional cobreix una àrea de 289 quilòmetres quadrats i l'altitud varia de la línia d'arbres, a 1.000 metres al cim Folkstuhøe a 1.716 metres. Es troba entre els parcs de Rondane, al sud-est, i Dovrefjell-Sunndalsfjella, al nord-oest.
- Parc Nacional de Dovrefjell-Sunndalsfjella: va ser fundat el 2002 i abasta part de l'antiga zona del Parc Nacional de Dovre (fundat el 1974). Ocupa 1.693 quilòmetres quadrats i abasta grans àrees de Dovre, però també del municipi de Lesja. Inclou la serra de Dovrefjell.

## Clima
La zona està aïllada del mar i se situa a una destacada altitud. Les precipitacions són escasses, els estius són frescos i els hiverns són freds.
| Dades climàtiques a Dovre          | Dades climàtiques a Dovre | Dades climàtiques a Dovre | Dades climàtiques a Dovre | Dades climàtiques a Dovre | Dades climàtiques a Dovre | Dades climàtiques a Dovre | Dades climàtiques a Dovre | Dades climàtiques a Dovre | Dades climàtiques a Dovre | Dades climàtiques a Dovre | Dades climàtiques a Dovre | Dades climàtiques a Dovre | Dades climàtiques a Dovre |
| Mes                                | gen                       | febr                      | març                      | abr                       | maig                      | juny                      | jul                       | ag                        | set                       | oct                       | nov                       | des                       | anual                     |
| ---------------------------------- | ------------------------- | ------------------------- | ------------------------- | ------------------------- | ------------------------- | ------------------------- | ------------------------- | ------------------------- | ------------------------- | ------------------------- | ------------------------- | ------------------------- | ------------------------- |
| Mitjana diària °C (°F)             | −9.4 (15.1)               | −8.2 (17.2)               | −4.3 (24.3)               | 0.3 (32.5)                | 6.5 (43.7)                | 10.7 (51.3)               | 12.0 (53.6)               | 11.1 (52)                 | 6.6 (43.9)                | 2.2 (36)                  | −4.3 (24.3)               | −7.7 (18.1)               | 1.3 (34.3)                |
| Precipitació mitjana mm (polzades) | 33 (1.3)                  | 25 (0.98)                 | 23 (0.91)                 | 14 (0.55)                 | 27 (1.06)                 | 51 (2.01)                 | 57 (2.24)                 | 49 (1.93)                 | 40 (1.57)                 | 43 (1.69)                 | 35 (1.38)                 | 33 (1.3)                  | 430 (16.93)               |
| Font: eklima                       |                           |                           |                           |                           |                           |                           |                           |                           |                           |                           |                           |                           |                           |

## Ciutats agermanades
Dovre manté una relació d'agermanament amb les següents localitats:
- - Gronau, Baixa Saxònia, Alemanya
- - Leppävirta, Itä-Suomi, Finlàndia
- - Storfors, Comtat de Värmland, Suècia